# Parafia Imienia Jezus w Poznaniu
Parafia pw. Imienia Jezus w Poznaniu – parafia rzymskokatolicka znajdująca się w archidiecezji poznańskiej, w dekanacie Poznań-Rataje. Parafia została erygowana w 2022. Świątynię parafii stanowi kaplica tymczasowa znajdująca się w bloku na osiedlu Polanka.

## Historia
18 sierpnia 2022 arcybiskup metropolita poznański Stanisław Gądecki wydał dekret, którym z dniem 1 września 2022 eryguje parafię pod wezwaniem Imienia Jezus. Pierwszym proboszczem został ustanowiony wikariusz parafii św. Stanisława Kostki w Poznaniu i duszpasterz akademicki ks. Radosław Rakowski, który ma zorganizować wspólnotę parafialną oraz wybudować kościół.

## Terytorium
- Poznań - ulice: Brneńska, Inflancka nr 20, Jana Pawła II, Anny Jantar, Kaliska, Katowicka, Lwowska, Łacina, Milczańska numery 1-47, Czesława Niemena, Pleszewska, Polanka, Wojciecha Skowrońskiego, Andrzeja Sobczaka, Sowia, Zygmunta Warczygłowy, Zabrzańska.

## Proboszcz
- ks. Radosław Rakowski – od 2022